# Warley, West Midlands
Warley är en unparished area i distriktet Sandwell i grevskapet West Midlands i England. Det inkluderar Blackheath, Brades Village, Bristnall Fields, Causeway Green, Cradley Heath, Haden Cross, Langley, Langley Green, Londonderry, Oakham, Oldbury, Portway, Old Hill, Rood End, Round's Green, Rowley Regis, Smethwick, Springfield, Tat Bank, Tividale, Warley Woods och Whiteheath Gate. Unparished area hade 139 855 invånare år 2001. Fram till 1974 var det ett separat distrikt. Orten nämndes i Domedagsboken (Domesday Book) år 1086, och kallades då Werwelie.